# Una Olsen
Una Olsen (* 18. November 1982) ist eine ehemalige färöische Fußballspielerin.

## Verein
Olsen spielte seit ihrer Jugend bei KÍ Klaksvík. Insgesamt absolvierte sie 76 Erstligaspiele. In ihrem Premierenjahr avancierte sie zu den Stammspielern und debütierte zunächst im Gruppenspiel des Pokals beim 10:1-Auswärtssieg gegen B68 Toftir. Am ersten Spieltag der obersten Spielklasse unterlag sie im Auswärtsspiel gegen HB Tórshavn mit 3:7, konnte aber dennoch unter anderem mit Rannvá Biskopstø Andreasen, Malena Josephsen, Annelisa Justesen und Ragna Biskopstø Patawary den Meistertitel feiern. Das Pokalfinale wurde mit 1:5 gegen B36 Tórshavn verloren. 1999 bestritt Olsen nur zwei Spiele, im Jahr darauf erreichte sie das Double aus Meisterschaft und Pokal durch einen 2:0-Finalsieg gegen HB Tórshavn. Bis 2005 folgten fünf weitere Meistertitel sowie drei Pokalsiege, zur Mannschaft gehörte zusätzlich noch Randi S. Wardum. Nach einem Jahr Pause absolvierte Olsen drei Europapokalspiele.

### Europapokal
Olsen bestritt insgesamt 17 Spiele im UEFA Women’s Cup, das erste 2001/02 in der Vorrunde bei der 0:4-Niederlage gegen HJK Helsinki, als sie in der 87. Minute für Rannvá Biskopstø Andreasen eingewechselt wurde. Zu ihren letzten Spielen kam sie 2007/08 in der ersten Runde, die 1:4-Niederlage gegen FC Honka Espoo bildete den Abschluss.

## Nationalmannschaft
2000 wurde Olsen in drei Spielen der U-19-EM-Qualifikation eingesetzt, für die A-Nationalmannschaft spielte sie jedoch nie.

## Erfolge
- 7× Färöischer Meister: 1997, 2000, 2001, 2002, 2003, 2004, 2005
- 4× Färöischer Pokalsieger: 2000, 2002, 2003, 2004